# Бычеглазы
Бычеглазы, или каталуфы (лат. Priacanthus), — род лучепёрых рыб из семейства каталуфовых (Priacanthidae). Морские бентопелагические рыбы. Представители рода широко распространены в тропических и субтропических районах Атлантического, Индийского и Тихого океанов. Максимальная длина тела представителей разных видов варьирует от 18,5 до 50 см.

## Классификация
В состав рода включают 12 видов:
- Priacanthus alalaua Jordan & Evermann, 1903
- Priacanthus arenatus Cuvier, 1829 — Песчаный бычеглаз, или окунь «бычий глаз»
- Priacanthus blochii Bleeker, 1853
- Priacanthus fitchi Starnes, 1988
- Priacanthus hamrur (Forsskål, 1775) — Бычеглаз-хамрур
- Priacanthus macracanthus Cuvier, 1829 — Колючий бычеглаз
- Priacanthus meeki Jenkins, 1903
- Priacanthus nasca  Starnes, 1988
- Priacanthus prolixus  Starnes, 1988
- Priacanthus sagittarius  Starnes, 1988
- Priacanthus tayenus  Richardson, 1846 — Красноглазый бычеглаз
- Priacanthus zaiserae  Starnes & Moyer, 1988

Большинство видов представлено в водах Тихого и Индийского океанов. Один вид Priacanthus arenatus широко распространён в Атлантическом океане. Представители Priacanthus sagittarius проникли в Средиземное море.

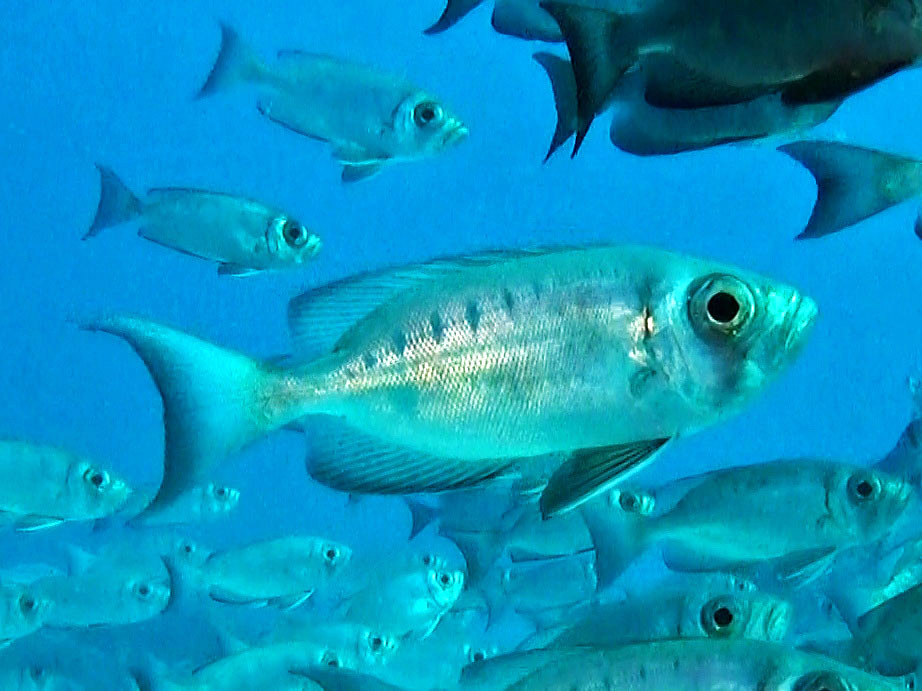
Priacanthus hamrur
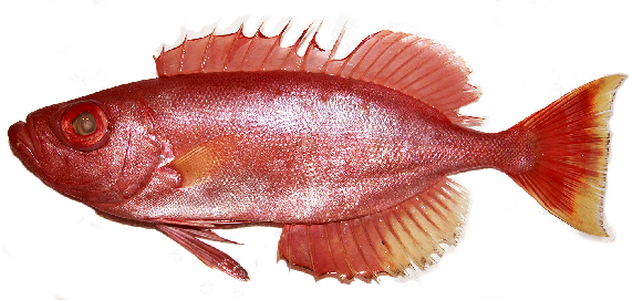
Priacanthus fitchi
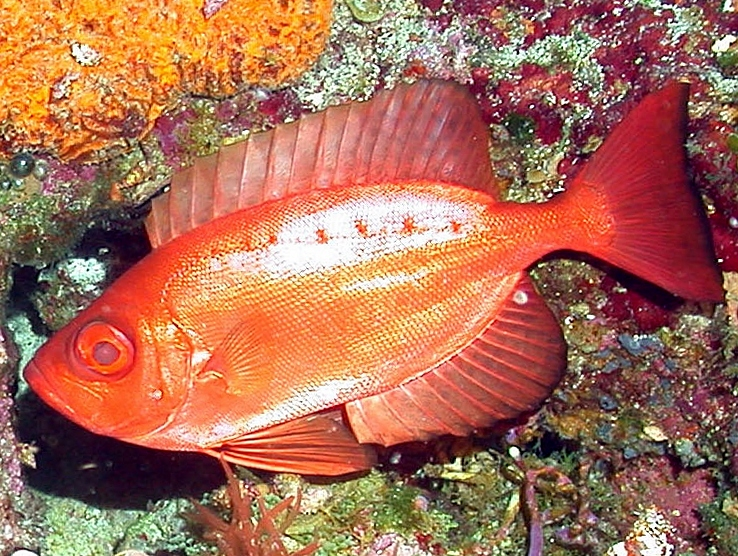
Priacanthus arenatus
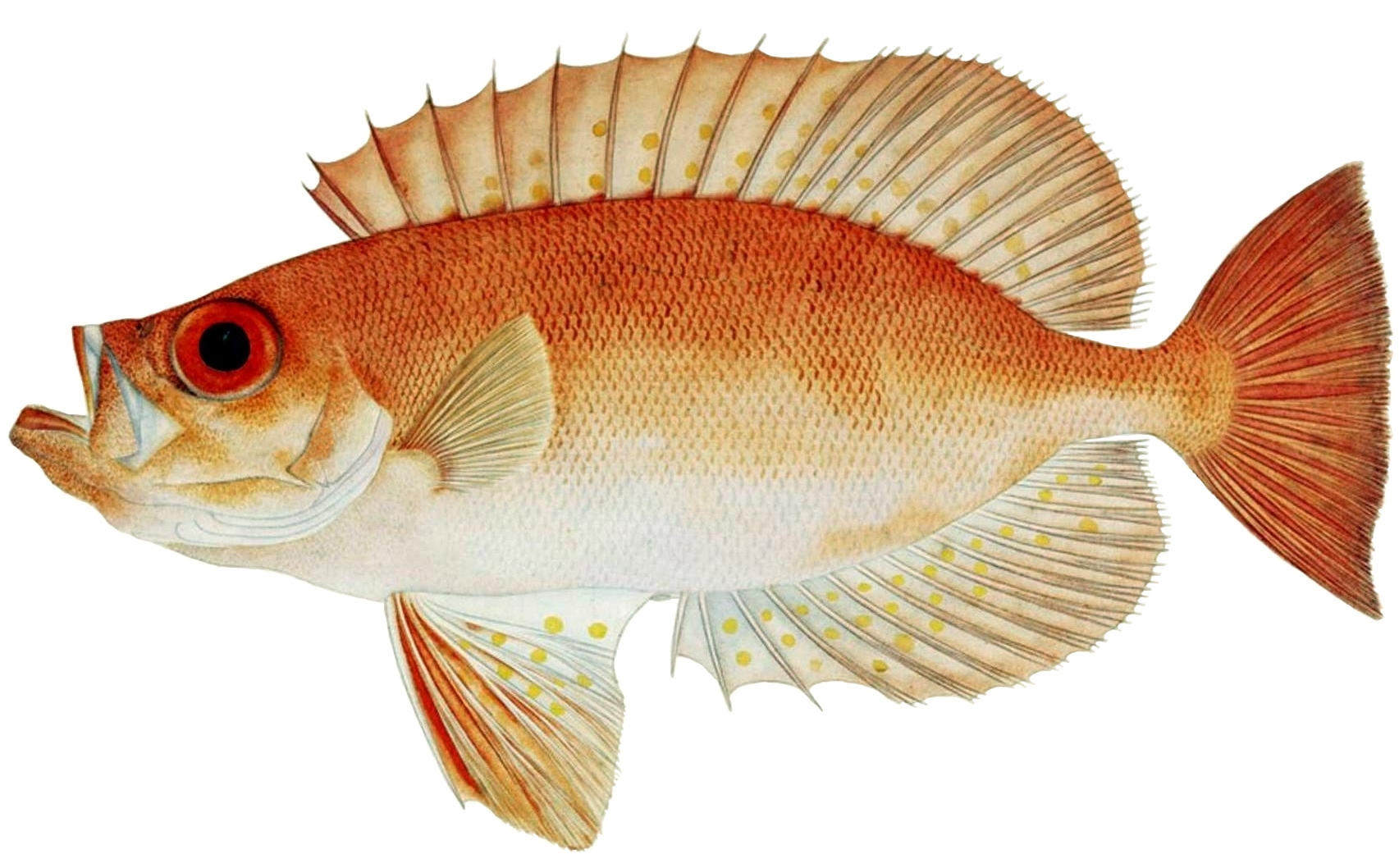
Priacanthus macracanthus
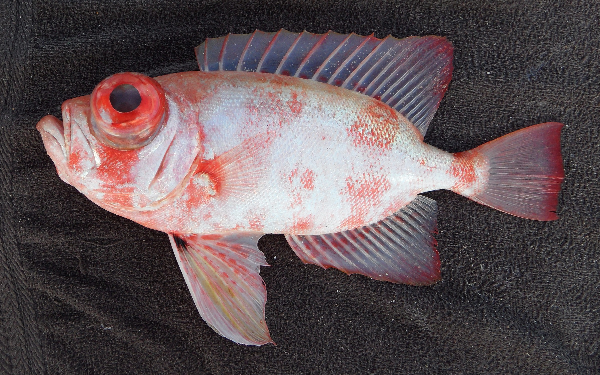
Priacanthus sagittarius
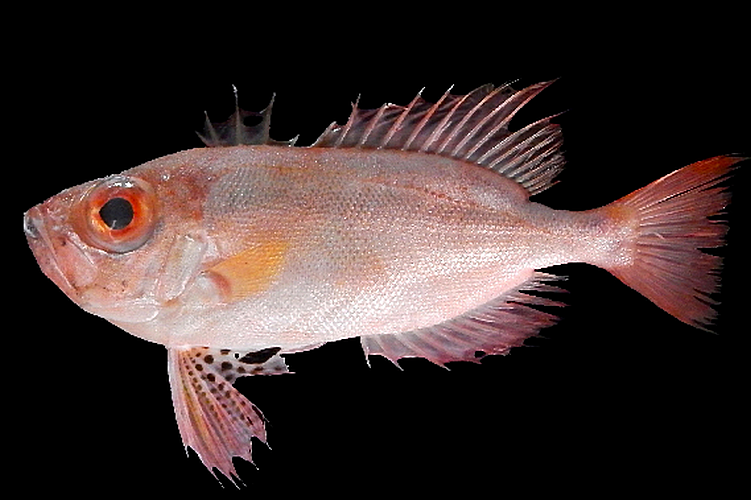
Priacanthus tayenus